# Atzeneta Unió Esportiva
L'Atzeneta Unió Esportiva és un club de futbol valencià amb seu a Atzeneta d'Albaida, a la Vall d'Albaida. Va ser fundat el 1975 i actualment juga a la Tercera Divisió RFEF.

## Història
Va jugar en lligues regionals fins a 2018, temporada en la qual va aconseguir el seu ascens a la Tercera Divisió. En la seva primera campanya va obtindre el sisè lloc de la classificació en el Grup VI. El maig de 2019 va contractar a David Albelda com el seu entrenador.
Amb Albelda, el club va aconseguir el seu ascens a la Segona Divisió B el 26 de juliol de 2020, després de vèncer a CD Alcoià en la promoció d'ascens. Amb això es va transformar en l'equip que representa al poble més petit en la història del tercer nivell del futbol espanyol.

## Temporada per temporada
| Temporada | Nivell | Divisió | Posició | Copa del Rei |
| --------- | ------ | ------- | ------- | ------------ |
| 1975-76   | 7      | 3ª Reg. | 13è     |              |
| 1976-77   | 7      | 3ª Reg. | —       |              |
| 1977-78   | 7      | 2ª Reg. | 6è      |              |
| 1978-79   | 7      | 2ª Reg. | 6è      |              |
| 1979-80   | 7      | 2ª Reg. | 7è      |              |
| 1980-81   | 7      | 2ª Reg. | 4t      |              |
| 1981-82   | 7      | 2ª Reg. | 13è     |              |
| 1982-83   | 7      | 2ª Reg. | 3è      |              |
| 1983-84   | 7      | 2ª Reg. | 13è     |              |
| 1984-85   | 7      | 2ª Reg. | (R)     |              |
| 1985-86   | DNP    | DNP     | DNP     |              |
| 1986-87   | DNP    | DNP     | DNP     |              |
| 1987-88   | DNP    | DNP     | DNP     |              |
| 1988-89   | 7      | 2ª Reg. | 10è     |              |
| 1989-90   | 7      | 2ª Reg. | 1r      |              |
| 1990-91   | 6      | 1ª Reg. | 9è      |              |
| 1991-92   | 6      | 1ª Reg. | 17è     |              |
| 1992-93   | 7      | 2ª Reg. | 1r      |              |
| 1993-94   | 6      | 1ª Reg. | 7è      |              |
| 1994-95   | 6      | 1ª Reg. | 7è      |              |

| Temporada | Nivell | Divisió | Posició | Copa del Rei |
| --------- | ------ | ------- | ------- | ------------ |
| 1995-96   | 6      | 1ª Reg. | 4t      |              |
| 1996-97   | 6      | 1ª Reg. | 11è     |              |
| 1997-98   | 6      | 1ª Reg. | 6è      |              |
| 1998-99   | 6      | 1ª Reg. | 9è      |              |
| 1999-00   | 6      | 1ª Reg. | 4t      |              |
| 2000-01   | 6      | 1ª Reg. | 3è      |              |
| 2001-02   | 6      | 1ª Reg. | 6è      |              |
| 2002-03   | 6      | 1ª Reg. | 7è      |              |
| 2003-04   | 6      | 1ª Reg. | 9è      |              |
| 2004-05   | 6      | 1ª Reg. | 11è     |              |
| 2005-06   | 6      | 1ª Reg. | 16è     |              |
| 2006-07   | 7      | 2ª Reg. | 3r      |              |
| 2007-08   | 7      | 2ª Reg. | 5è      |              |
| 2008-09   | 7      | 2ª Reg. | 7è      |              |
| 2009-10   | 7      | 2ª Reg. | 1r      |              |
| 2010-11   | 6      | 1ª Reg. | 9è      |              |
| 2011-12   | 6      | 1ª Reg. | 6è      |              |
| 2012-13   | 6      | 1ª Reg. | 5è      |              |
| 2013-14   | 6      | 1ª Reg. | 8è      |              |
| 2014-15   | 6      | 1ª Reg. | 2n      |              |

| Temporada | Nivell | Divisió    | Posició | Copa del Rei |
| --------- | ------ | ---------- | ------- | ------------ |
| 2015-16   | 5      | Reg. Pref. | 12è     |              |
| 2016-17   | 5      | Reg. Pref. | 1r      |              |
| 2017-18   | 5      | Reg. Pref. | 1r      |              |
| 2018-19   | 4      | 3a         | 6è      |              |
| 2019-20   | 4      | 3a         | 3r      |              |
| 2020-21   | 3      | 2a B       |         |              |

## Dades del club
- Temporades en 1a: 0
- Temporades en 2a: 0
- Temporades en 2ªB: 1 (inclosa temporada 2020-21)
- Temporades en 3a: 2
- Temporades en Regional Preferent valenciana: 3
- Temporades en Copa del Rei: 0